# لایتنر روپ‌ویز
لایتنر روپ‌ویز (به انگلیسی: Leitner Ropeways) یک شرکت خوشه‌ای ایتالیایی است که در استان تیرول جنوبی مستقر است و دارای چندین شرکت صنعتی است. لایتنر که در سال ۱۸۸۸ تأسیس شد، با سازماندهی مجدد در سال ۲۰۰۳ گروه لایتنر را تشکیل داد. در سال ۲۰۱۳، این گروه با در اختیار داشتن ۳٬۱۹۵ نفر به فعالیت خود ادامه می‌دهد.